# シンプル・ソング
『シンプル・ソング』（原題：I Wrote a Simple Song）は、ビリー・プレストンが1971年に発表したスタジオ・アルバム。

## 解説
A&Mレコード移籍第1作。ジョージ・ハリスンが"George H."という変名でゲスト参加している。
プレストンは本作で初めてBillboard 200でトップ50入りを果たし、最高32位に達した。また、『ビルボード』誌のR&Bアルバム・チャートでは9位。
プレストン自身は、本作収録のインストゥルメンタル「アウタ・スペース」がヒットすると考えたが、A&Mレコードの判断により、シングル「シンプル・ソング」のB面曲ということになった。しかし、A面の「シンプル・ソング」は全米77位に終わり、一方で「アウタ・スペース」は全米2位、R&Bシングル・チャートで1位という大ヒットを記録した。そして、プレストンは「アウタ・スペース」でグラミー賞最優秀ポップ・インストゥルメンタル部門を受賞した。

## 収録曲
特記なき楽曲はビリー・プレストンとジョー・グリーンの共作。
1. シュドゥヴ・ノウン・ベター - Should Have Known Better - 2:29
2. シンプル・ソング - I Wrote a Simple Song - 3:25
3. ジョン・ヘンリー - John Henry (Billy Preston, Robert Sam) - 3:17
4. ウィズアウト・ザ・ソング - Without a Song (William Rose, Edward Eliscu, Vincent Youmans) - 4:58
5. ザ・バス - The Bus - 3:27
6. アウタ・スペース - Outa-Space - 4:10
7. ザ・ルーナー・チューン - The Looner Tune (B. Preston, Joe Greene, Jesse Kirkland) - 2:49
8. ユー・ダン・ガット・オールダー - You Done Got Older (B. Preston, Bruce Fisher) - 3:04
9. スウィング・ダウン - Swing Down Chariot (Public Domain) - 4:16
10. 神は偉大なり - God Is Great - 3:31
11. マイ・カントリー - My Country 'Tis of Thee (Public Domain) - 4:31

## 参加ミュージシャン
- ビリー・プレストン - ボーカル、キーボード
- デイヴィッド・T・ウォーカー - ギター
- ジョージ・ハリスン - ギター
- Manuel Kellough - ドラムス
- キング・エリソン - コンガ
- ロッキー・ピープルス - テナー・サックス
- チャールズ・ガーネット - トランペット
- クインシー・ジョーンズ - ストリングス・アレンジ、ホーン・アレンジ
- クライディ・キング - バッキング・ボーカル
- ヴェネッタ・フィールズ - バッキング・ボーカル
- メリー・クレイトン - バッキング・ボーカル
- パトライス・ホロウェイ - バッキング・ボーカル
- メルナ・マシューズ - バッキング・ボーカル
- シェレル・アトウッド - バッキング・ボーカル
- ユージン・ブライアント - バッキング・ボーカル
- ジェシ・カークランド - バッキング・ボーカル
- ダグラス・ギブス - バッキング・ボーカル
- デュアン・ロジャース - バッキング・ボーカル